# Audi Avantissimo
O Avantissimo é uma station wagon conceitual da Audi. Deu origem as novas versões do A4 e A6 Avant. 